# Мануйлово (Харьковская область)
Мануйлово (укр. Мануйлове) — село,
Знаменский сельский совет,
Нововодолажский район,
Харьковская область.
Код КОАТУУ — 6324280504. Население по переписи 2001 года составляет 34 (8/26 м/ж) человека.

## Географическое положение
Село Мануйлово находится на расстоянии до 2-х км от сёл Зайцевка (Валковский район) и Должик (Валковский район).
По селу протекает пересыхающий ручей с запрудой.

## Экономика
- Свинотоварная ферма.

## Достопримечательности
- Братская могила советских воинов и памятный знак воинам-односельчанам. Похоронено 19 воинов.
- Братская могила советских воинов. Похоронено 48 воинов.
- Памятный знак Курячему К. Н., Герою Советского Союза. 1943 г.
- Братская могила советских воинов. Похоронено 38 воинов.